# Musiktheaterwissenschaft
Musiktheaterwissenschaft ist ein interdisziplinärer Bachelorstudiengang (Bachelor of Arts) an der Universität Bayreuth, an dem die beiden akademischen Disziplinen Theaterwissenschaft und Musikwissenschaft zu gleichen Teilen mitwirken. Studieninhalte sind die unterschiedlichen Ausformungen des Musiktheaters in den Sparten Oper, Operette, Musical, Tanz und experimentelle Formen. Neben Bayreuth kann Musiktheaterwissenschaft im deutschsprachigen Raum als Schwerpunkt auch am Institut für Musikwissenschaft an der Universität Bern studiert werden, sowohl im Grundstudium (Bachelor / Master) als auch in der Doktoratsausbildung, sowie seit 2022 als interdisziplinärer Schwerpunkt im Bachelorstudium am Musikwissenschaftlichen Seminar Detmold/Paderborn.

## Geschichte und Besonderheiten
Der von der Fachgruppe MusikTheater der Universität Bayreuth geführte Studiengang wird seit dem Wintersemester 2008/09 angeboten. Die Fachgruppe setzt sich aus den beiden Professuren Musikwissenschaft und Theaterwissenschaft sowie dem Lehrstuhl Theaterwissenschaft unter besonderer Berücksichtigung des Musiktheaters der Universität Bayreuth zusammen. Die Verbindung der akademischen Fächer Musikwissenschaft und Theaterwissenschaft in einem Studiengang ist in dieser Konstellation europaweit einzigartig. Es besteht eine enge Anbindung an das Forschungsinstitut für Musiktheater der Universität Bayreuth (fimt), dessen Leiter zugleich Inhaber des Lehrstuhls ist. Die Studiengangskoordination obliegt seit 2015 Prof. Dr. Kordula Knaus (Professur für Musikwissenschaft). 

## Zugangsvoraussetzungen und Curriculum
Voraussetzung für die Zulassung in Bayreuth ist eine Hochschulzugangsberechtigung sowie ein erfolgreich durchlaufenes Eignungsfeststellungsverfahren. Neben der Vermittlung methodischer Grundkenntnisse in Theater- und Musikwissenschaft sowie Theatergeschichte widmet sich das Curriculum der theoretischen und ästhetischen Auseinandersetzung mit dem Musiktheater und dessen Produktionsbedingungen. Schwerpunkte bilden das zeitgenössische Musiktheater (Tanztheater, experimentelles Musiktheater, Performance) und die dramaturgische Praxis. Die Regelstudienzeit beträgt sechs Semester. In Detmold/Paderborn ermöglicht das Universitätsstudium in enger Kooperation mit der Hochschule für Musik eine direkte Verbindung von wissenschaftlicher Betrachtung und praktischer Beteiligung an Theaterproduktionen etwa im Bereich der Dramaturgie.

## Berufliche Perspektiven
Der Bachelorabschluss eröffnet Möglichkeiten in den Berufsfeldern Musiktheater (Dramaturgie, Regie/Regieassistenz, Öffentlichkeitsarbeit), Musikjournalismus, Kulturmanagement/-verwaltung und Musikwirtschaft (Musikverlage, Tonträgerindustrie). 
Der B.A. Musiktheaterwissenschaft qualifiziert Absolventinnen und Absolventen sowohl für ein Masterstudium im Bereich der Theater- als auch der Musikwissenschaften. An der Universität Bayreuth schließen sich die interdisziplinären Masterstudiengänge  M.A. Musik und Performance sowie M.A. Oper und Performance an. 